# Équipe de Cuba de football
Cet article traite de l'équipe masculine. Pour l'équipe féminine, voir Équipe de Cuba féminine de football.
Maillots
L'équipe de Cuba de football est sous l'égide de la Fédération de Cuba de football, fondée en 1924.

## Histoire

### De 1930 à 1991

#### Les débuts de Cuba
Le premier match officiel de Cuba fut joué à domicile, le 16 mars 1930, contre la Jamaïque, et se solda par la première victoire cubaine de l'histoire sur le score de 3 buts à 1. Affiliée à la FIFA depuis 1932, l’équipe de Cuba n'est pas inscrite pour la Coupe du monde 1930. En revanche, elle participe pour la première fois aux éliminatoires pour la Coupe du monde de football en 1934 où elle est battue par le Mexique au second tour préliminaire.

#### La Coupe du monde 1938
Cuba est la première nation des Antilles à avoir participé à une phase finale de Coupe du monde, en 1938. Du fait des retraits des États-Unis, de la Colombie, du Costa Rica, du Mexique, du Salvador et de la Guyane néerlandaise dans les éliminatoires, Cuba est directement qualifiée pour la phase finale en France. Elle affronte la Roumanie pour le premier match qui se solda par un score de 3-3 a.p (doublé de José Antonio Magriñá et but de Héctor Socorro). Deux jours plus tard le match fut rejoué. Cuba passe en quarts en battant les Roumains (2-1, buts de Héctor Socorro et de Tomás Fernández). En quarts de finale, les Cubains enregistrèrent contre la Suède la plus large défaite de leur histoire, à Antibes (France), le 12 juin 1938, sur le score de 8 buts à 0. C’est la seule participation de Cuba à une Coupe du monde jusqu’à présent.

#### De la NAFC à la CONCACAF
Pour la Coupe du monde 1950, l’équipe de Cuba est devancée au tour préliminaire par les États-Unis et le Mexique. À l'époque Cuba faisait partie de la NAFC (North American Football Confederation). Mais en 1962, la fédération cubaine de football devient membre de la CONCACAF. En éliminatoires de la Coupe du monde 1966, Cuba est devancée par la Jamaïque et les Antilles néerlandaises. Pour la Coupe du monde 1978, la sélection cubaine est battue par Haïti au second tour. Pour la Coupe du monde 1982, elle est battue au tour final par le Honduras, le Salvador, le Canada et le Mexique, mais finit devant Haïti. Pour la Coupe du monde 1990, Cuba est battue au premier tour par le Guatemala. Il est à signaler que Cuba ne s'inscrit pas pour les tours préliminaires de Coupe du monde de 1954, 1958, 1962, 1970, 1974 et 1986.

### De 1991 à 2003

#### Échecs en éliminatoires et premières Gold Cup
L’équipe de Cuba ne s’inscrit toujours pas pour les Gold Cup 1991 et 1993, ni même pour la Coupe du monde de football 1994. À la Gold Cup 1996, Cuba échoue dans les éliminatoires. Pour la Coupe du monde 1998, la sélection est battue au second tour par le Canada, le Salvador et le Panama. À la Gold Cup 1998, elle connaît deux défaites au premier tour contre les États-Unis (0-3) et contre le Costa Rica (2-7, buts de Luis Martén et d’Eduardo Cebranco-Rodríguez). Elle ne participe pas à la Gold Cup 2000. Pour la Coupe du monde 2002, l'équipe nationale est battue par le Canada en barrages pour le tour final. À la Gold Cup 2002, elle fut éliminée au premier tour après une défaite contre les États-Unis (0-1) et un match nul contre la Corée du Sud (0-0). À la Gold Cup 2003, après une victoire contre le Canada (2-0, doublé de Léster Moré) et une défaite contre le Costa Rica (0-3) au premier tour, elle fut battue en quarts par les États-Unis (0-5).

#### Cuba animateur en Coupe caribéenne des nations
La sélection cubaine ne participe pas aux deux premières éditions de la Coupe caribéenne des nations, en 1989 et en 1991. Elle fait son apparition en 1992 où elle défait Anguilla en éliminatoires. En phase finale, elle bat la Guadeloupe et Saint-Vincent-et-les-Grenadines puis fait match nul contre la Jamaïque au premier tour. Ensuite elle est battue par Trinité-et-Tobago (T&T) en demi-finale puis perd à nouveau lors de la petite finale contre la Martinique (1-1 a.p, 5:3 tab). Cuba décline sa participation en 1993 et 1994. En 1995, elle bat en éliminatoires les Antilles néerlandaises, la République dominicaine et Porto Rico (signalons à propos que la plus large victoire de l’équipe de Cuba fut enregistrée le 27 mai 1995, à Santo Domingo en République dominicaine, contre Porto Rico et se solda par un score de 9 buts à 0), puis en phase finale bat la Jamaïque et Sainte–Lucie mais perd contre T&T au premier tour, perd en demies contre Saint-Vincent-et-les-Grenadines, mais bat les îles Caïmans pour la troisième place. Lázaro Dalcourt est le meilleur buteur cubain de la compétition avec 3 buts. En 1996, Cuba atteint la finale, en battant la Martinique, Saint-Vincent-et-les-Grenadines, en faisant match nul contre Haïti au premier tour, puis en battant en demies le Suriname (4-0) mais s’incline en finale contre T&T (2-0). Cuba ne participe pas en 1997. En 1998, la sélection est battue au tour préliminaire par les îles Caïmans. En 1999, elle termine première dans la phase de poule, puis bat la Jamaïque en demies mais en finale, elle perd contre T&T (2-1 a.p). Le meilleur buteur de la compétition est le Cubain Ariel Álvarez, avec 5 buts, et le meilleur joueur du tournoi est un autre Cubain, Raciel Martínez. En 2001, l’équipe de Cuba bat le Suriname et fait deux matches nuls contre Haïti et Saint-Christophe-et-Niévès, puis se fait battre en demies par T&T, puis contre la Martinique.

### De 2003 à 2014

#### Éliminatoires 2006, 2010 et 2014
Le parcours de Cuba en qualifications pour la Coupe du monde 2006 fut paradoxal : après avoir aisément écarté les îles Caïmans (3-0 à domicile ; 1-2 à l'extérieur), les Cubains se feront éliminer par le Costa Rica (2-2, 1-1) à cause de la règle des buts marqués à l'extérieur. Pour la Coupe du monde 2010, l’équipe de Cuba élimina au 2d tour Antigua-et-Barbuda (4-3, 4-0) mais le sélectionneur allemand Reinhold Fanz fut limogé après une cuisante défaite 6-1 contre les États-Unis, synonyme d'élimination dès le 3e tour préliminaire. Qualifiés directement pour le 3e tour des qualifications au Mondial 2014 au Brésil en raison de leur classement FIFA au mois de mars 2011, en compagnie du Honduras, du Panama et du Canada, les Cubains furent rapidement éliminés avec 5 défaites et 1 match nul (1-1 face au Panama à La Havane).

#### De la Digicel Cup 2005 à la Gold Cup 2011
À la Digicel Cup 2005, l’équipe de Cuba accède au tour final où elle domine T&T et la Barbade mais perd contre la Jamaïque, et doit se contenter de la 2e place pour la troisième fois. Lester Moré est le meilleur buteur cubain de la compétition. À la Gold Cup 2005, Cuba connaît trois défaites contre les États-Unis (1-4, but de Léster Moré), le Costa Rica (1-3, but de Maykel Galindo) et le Canada (1-2, but d’Alain Cervantes) au premier tour. À la Digicel Cup 2007, Cuba s’incline en demi-finale contre T&T, pour prendre la troisième place devant la Guadeloupe. À la Gold Cup 2007, l'équipe nationale est éliminée au premier tour après deux défaites contre le Mexique (1-2, but de Reinier Alcántara) et le Honduras (0-5) et un match nul contre le Panama (2-2, buts de Jaime Colomé et de Reinier Alcántara). Cuba décline sa participation à la Gold Cup 2009 malgré une qualification sur le terrain (4e obtenue à la Coupe caribéenne des nations 2008) pour prévenir d'éventuelles défections dans l'équipe (voir plus loin). Deux ans plus tard, à la faveur d'une 3e place en Coupe caribéenne des nations 2010, Cuba se qualifie et participe à la Gold Cup 2011 mais ses résultats sont catastrophiques: défaites face au Mexique et au Costa Rica sur le même score (0-5) puis nouvelle déculottée face au Salvador (1-6). Le seul but du tournoi sera marqué par Yénier Márquez.

#### Coupe caribéenne 2012 et Gold Cup 2013
L'année 2012 finit sur une bonne note car, en décembre, Cuba remporte la Coupe caribéenne des nations 2012, après trois tentatives ratées en finale (1996, 1999 et 2005). Malgré une défaite initiale face à la Martinique en phase de groupes (0-1), elle se ressaisit en battant le Guyana (2-1) puis domine tous ses adversaires (Jamaïque, Haïti et T&T dans cet ordre) par le même score de 1-0, accédant ainsi à la Gold Cup 2013 se déroulant en juillet aux États-Unis. Cuba commence le tournoi continental en concédant une défaite 0-3 face au Costa Rica, champion d'Amérique centrale. Lors du deuxième match les Cubains s'inclinent 1-4 face aux Américains après avoir ouvert le score par l'intermédiaire de José Ciprián Alfonso à la 35e min. Néanmoins, obligés de battre Belize par une différence d'au moins quatre buts pour figurer parmi les meilleurs troisièmes du tournoi, les Cubains réalisèrent l'exploit de battre les Béliziens 4-0, avec un triplé d'Ariel Martínez, se qualifiant du même coup pour les quarts de finale, une première depuis l'édition 2003. Cependant ils concédèrent une lourde défaite face au Panama (1-6) lors des quarts de finale.

#### Coupe caribéenne 2014
Tenante du titre et qualifiée directement en phase finale de la Coupe caribéenne des nations 2014, en Jamaïque, Cuba commence le tournoi en concédant un match nul face à la Guyane (1-1). Elle parvient ensuite à arracher la victoire 3-2 face à Curaçao dans les arrêts de jeu. Obligée de battre Trinidad et Tobago lors du 3e match pour s'assurer une place en finale, elle ne peut faire que 0-0 et doit donc se contenter du match de classement, perdu 1-2 face à Haïti. Cependant la 4e place obtenue lui donne le droit de disputer la Gold Cup 2015.

### Le football cubain touche le fond (2015-2016)

#### Fiasco en éliminatoires 2018
Après une défaite en amical face à la Jamaïque (3-0), en mars 2015, Walter Benítez est débarqué par la fédération qui rappelle Raúl González Triana aux commandes de la sélection. Son premier match, le 2 juin 2015, face au New York Cosmos, vire au cauchemar puisque Cuba est battue 1-4 au Stade Pedro-Marrero de La Havane. Opposée à l'équipe de Curaçao - entraînée par Patrick Kluivert - dans le cadre du 2e tour de qualification à la Coupe du monde 2018, Cuba partait favorite en raison de son meilleur classement FIFA et de son statut présumé de "grande" sélection des Antilles. Après avoir tenu en échec les Curaciens 0-0 à Willemstad, le 10 juin 2015, les Cubains concèdent, quatre jours plus tard, le nul 1-1 à La Havane et sont éliminés en vertu de la règle des buts marqués à l'extérieur.

#### Gold Cup 2015
Placée dans le groupe C de la Gold Cup 2015 en compagnie du Mexique, du Guatemala et de Trinité-et-Tobago, la compétition commence bien mal pour l'équipe cubaine, privée de son entraîneur (Raúl González Triana) et de six joueurs titulaires, en raison d'un problème de visa qui les empêche d'entrer sur le territoire américain. Comble de malheur, la veille du match contre le Mexique, l'attaquant Keilen García est reporté disparu. Avec seulement 16 joueurs, l'entraîneur-adjoint Walter Benítez assiste impuissant à la lourde défaite des siens face au Mexique, qui s'impose 6-0.
Pour ne rien arranger, deux jours avant la deuxième rencontre face à Trinité-et-Tobago, le gardien remplaçant Arael Argüelles disparaît à son tour. Malgré le retour du sélectionneur González Triana avec cinq des cadres de l'équipe, les Cubains s'inclinent encore par deux buts à zéro. Néanmoins, l'équipe cubaine parvient à surmonter ses difficultés (dont une troisième désertion) et remporte le dernier match du groupe face au Guatemala, par la plus petite des marges, grâce à un but de la tête de Maikel Reyes. Elle se qualifie en quarts-de-finale pour la deuxième fois d'affilée, mais se présente face aux États-Unis diminuée par la défection de l'un des cadres de l'équipe, l'attaquant Ariel Martínez. Sans surprise Cuba est balayée 6-0 et sort de la compétition avec un terrible bilan de 14 buts encaissés contre un seul but marqué.
Néanmoins la présence de Cuba parmi les huit meilleures nations de la Gold Cup lui confère le droit de disputer en janvier 2016 les barrages de la Copa América Centenario, édition spéciale de la Copa América (organisée aux États-Unis) pour fêter les 100 ans du tournoi. Cependant Cuba ne saisit pas l'occasion et s'incline lourdement 4-0 face au Panama. Ce dernier match sonne le glas du sélectionneur González Triana, remplacé par Julio "Lulo" Valero dès février 2016.

#### Débâcle en Coupe caribéenne 2017
Cuba participe au 1er tour préliminaire des éliminatoires de la Coupe caribéenne des nations 2017, encadrée dans le groupe 3, en compagnie des Bermudes et de la Guyane. Une première victoire 2-1 face aux Bermudes laissait présager d'une qualification tranquille pour les Cubains, favoris logiques du groupe, mais c'était sans compter sur la défaite inespérée de la Guyane à Hamilton. Le troisième match à Cayenne entre Cubains et Guyanais s'annonçait périlleux pour les premiers, obligés de ramener au moins un match nul sous peine d'élimination. Émoustillés par leur défaite surprise aux Bermudes, les Guyanais s'imposent dans les largeurs 3-0 reléguant Cuba à la troisième place du groupe, synonyme d'élimination prématurée. Jamais dans toute son histoire, Cuba n'avait été éliminée dès le 1er tour préliminaire d'une Coupe caribéenne des nations.

### L'ère Mederos (2016-2019)
L'année 2016 se termine par la réception des États-Unis, le 7 octobre 2016, au Stade Pedro-Marrero de La Havane, dans un match amical de prestige dans le cadre du réchauffement des relations entre Cuba et les États-Unis. Raúl Mederos, entraîneur du FC Villa Clara, champion de Cuba 2016, est choisi pour l'occasion afin de diriger la sélection cubaine qui finira par s'incliner par deux buts à zéro contre les Américains.
Après un an d'inactivité, la fédération cubaine reconduit Raúl Mederos qui reprend ses fonctions en mars 2018 à l'occasion d'une double confrontation amicale face au Nicaragua, suivie de deux autres doubles affrontements face au Guatemala et à la Barbade en août 2018. Cette préparation porte ses fruits puisque les Cubains entament les éliminatoires de la Gold Cup 2019 sur les chapeaux de roue en atomisant les îles Turques-et-Caïques par 11 buts à zéro, le 8 septembre 2018. Il s'agit du record de la victoire la plus large pour l'équipe cubaine depuis ses débuts en 1930.
Qualifiés aisément tant en Gold Cup 2019 qu'en Ligue des nations de la CONCACAF 2019-2020, les hommes de Mederos commencent le premier tournoi par une cuisante défaite devant le Mexique qui s'impose sur un score sans appel de 7 buts à 0. Ce score se répète face au Canada - avec entretemps une défaite 0-3 devant la Martinique - mettant un point final à une participation catastrophique des Cubains qui quittent cette Gold Cup avec 17 buts encaissés et aucun but marqué.

## Défections
La situation économique et politique de Cuba fait que sa sélection nationale souffre régulièrement de la défection de joueurs lors de ses déplacements aux États-Unis. Avant 1998, les Cubains refusaient quasi-systématiquement de participer aux compétitions se déroulant sur le territoire américain. Ainsi, lors de la Gold Cup 1998, Eduardo Cebranco-Rodríguez abandonne la sélection et son pays à la suite de l'élimination de son équipe par le Costa Rica. Lors de la Gold Cup 2002, Alberto Delgado et Rey Ángel Martínez sont littéralement partis en courant lors du petit déjeuner après l'élimination de Cuba face à la Corée du Sud à Los Angeles. On peut citer également le cas de Maykel Galindo (avec Yaikel Perez) qui a quitté la sélection dans la soirée après avoir inscrit un but au Costa Rica à Seattle lors de la Gold Cup 2005. Lors de la Gold Cup 2007, Lester Moré abandonne la sélection dans le New Jersey à la suite de la défaite face au Mexique. Quelques jours plus tard, c'est au tour de Osvaldo Alonso d'abandonner la sélection à Houston juste avant le match qui allait opposer Cuba au Honduras.
En mars 2008, pas moins de sept membres de l'équipe olympique dont Yordany Álvarez ont abandonné la sélection à Tampa en Floride lors du tournoi pré-olympique de qualification aux JO 2008. Le 11 octobre 2008, Reinier Alcántara et Pedro Faife abandonnent également la sélection à l'occasion d'un match de qualification à la Coupe du monde 2010 à Washington. Pour prévenir de nouvelles défections, Cuba renonce à la Gold Cup 2009 et laisse sa place à Haïti. Néanmoins, en juillet 2009, alors que la sélection cubaine était en Allemagne pour un camp d'entraînement, le gardien de but Dany Luis Quintero a abandonné l'équipe à l'aéroport de Düsseldorf. Il a par la suite rejoint le CA Valdevez en D3 portugaise puis le SV Nollingen en Allemagne la saison suivante.
Malgré l'évolution de la réglementation cubaine, l'équipe a connu la défection de Yosniel Mesa lors de la Gold Cup 2011. Yosmel de Armas ajoute son nom à cette longue liste en abandonnant la sélection lors du tournoi pré-olympique de qualification aux JO 2012. Quatre nouveaux joueurs font défection, cette fois ci au Canada, à la veille du match à Toronto contre l'équipe du Canada, le 12 octobre 2012, lors du troisième tour des éliminatoires de la Coupe du monde 2014 (Reysander Fernández, Odisnel Cooper, Maikel Chang et Heviel Cordovés).
Afin d'essayer d'endiguer ce phénomène, Raúl Castro rétablit en 2013 le professionnalisme dans le sport à Cuba après plus de 50 ans d'amateurisme obligatoire. Cependant la Gold Cup 2015 n'est pas l'exception et on assiste à une véritable hécatombe avec la défection du jeune attaquant Keilen García, qui est reporté absent de la concentration de l'équipe, la veille du match contre le Mexique, suivie de celle du deuxième gardien de la sélection, Arael Argüelles, deux jours plus tard, avant le match contre Trinité-et-Tobago. Une troisième désertion survient quand Darío Suárez s'enfuit de l'hôtel où logeait l'équipe à Charlotte, le jour même du match contre le Guatemala. Enfin c'est au tour d'un des joueurs les plus emblématiques, Ariel Martínez, d'abandonner l'équipe juste après la victoire historique contre le Guatemala qui avait offert aux Cubains la qualification en quarts de finale du tournoi.
En janvier 2016, Maikel Reyes et Abel Martínez sont autorisés officiellement à signer des contrats professionnels avec le club mexicain de Cruz Azul. Ils continuent ainsi à être sélectionnés en équipe nationale même s'ils ne jouent plus dans l'île.
En novembre 2018, douze joueurs de l'équipe des moins de 20 ans profitent de la tenue du Championnat de la CONCACAF U20 aux États-Unis pour faire défection. Il s'agit de la désertion la plus massive depuis mars 2008 (voir plus haut).
À l'occasion de la Gold Cup 2019, c'est au tour du défenseur Yasmany López d'abandonner l'équipe après la défaite contre le Mexique, le 15 juin 2019. Trois autres joueurs suivront cette voie, Daniel Luis Sáez, Reinaldo Pérez et Luismel Morris.
La Ligue des nations de la CONCACAF 2019-2020 offre également l'occasion à certains joueurs de quitter la sélection, à l'instar de David Urgellés et Orlendis Benítez qui abandonnent l'équipe à Toronto, la veille du match face au Canada, le 6 septembre 2019,. Ils seront suivis par trois autres joueurs : Alejandro Portal, Andy Baquero et Yordan Santa Cruz. Un mois plus tard, le 11 octobre 2019, c'est au tour du défenseur Yonaldi García de faire désertion quelques heures avant le match face aux États-Unis à Washington DC.

## Résultats

### Parcours en Coupe du monde
| Année | Position        |      | Année         | Position |               | Année | Position |
| 1930  | Non inscrite    | 1974 | Non inscrite  | 2010     | Non qualifiée |       |          |
| 1934  | Non qualifiée   | 1978 | Non qualifiée | 2014     | Non qualifiée |       |          |
| 1938  | Quart de finale | 1982 | Non qualifiée | 2018     | Non qualifiée |       |          |
| 1950  | Non qualifiée   | 1986 | Non inscrite  | 2022     | Non qualifiée |       |          |
| 1954  | Non inscrite    | 1990 | Non qualifiée | 2026     | Non qualifiée |       |          |
| 1958  | Non inscrite    | 1994 | Forfait       | 2030     | À venir       |       |          |
| 1962  | Non inscrite    | 1998 | Non qualifiée | 2034     | À venir       |       |          |
| 1966  | Non qualifiée   | 2002 | Non qualifiée |          |               |       |          |
| 1970  | Non inscrite    | 2006 | Non qualifiée |          |               |       |          |

### Parcours en Gold Cup
| Année | Position      |      | Année           | Position |                 | Année | Position |
| 1963  | Non inscrite  | 1991 | Non inscrite    | 2011     | 1er tour        |       |          |
| 1965  | Non inscrite  | 1993 | Non inscrite    | 2013     | Quart de finale |       |          |
| 1967  | Non qualifiée | 1996 | Non qualifiée   | 2015     | Quart de finale |       |          |
| 1969  | Non inscrite  | 1998 | 1er tour        | 2017     | Non qualifiée   |       |          |
| 1971  | 4e place      | 2000 | Non qualifiée   | 2019     | 1er tour        |       |          |
| 1973  | Non inscrite  | 2002 | 1er tour        | 2021     | Non qualifiée   |       |          |
| 1977  | Non qualifiée | 2003 | Quart de finale | 2023     | 1er tour        |       |          |
| 1981  | 5e place      | 2005 | 1er tour        | 2025     | Non qualifiée   |       |          |
| 1985  | Forfait       | 2007 | 1er tour        |          |                 |       |          |
| 1989  | Non qualifiée | 2009 | Forfait         |          |                 |       |          |

### Parcours en Ligue des nations
| Édition   | Ligue | Phase de groupes | Phase de groupes | Phase de groupes | Phase de groupes | Phase de groupes | Phase de groupes | Phase de groupes | Phase finale | Phase finale | Phase finale | Phase finale | Phase finale | Phase finale | Phase finale | Phase finale |
| Édition   | Ligue | Class.           | M                | V                | N                | D                | BM               | BE               | Pays hôte    | Résultat     | M            | V            | N            | D            | BM           | BE           |
| --------- | ----- | ---------------- | ---------------- | ---------------- | ---------------- | ---------------- | ---------------- | ---------------- | ------------ | ------------ | ------------ | ------------ | ------------ | ------------ | ------------ | ------------ |
| 2019-2020 | A     | 3/3              | 4                | 0                | 0                | 4                | 0                | 18               | 2020         | Non qualifé  | Non qualifé  | Non qualifé  | Non qualifé  | Non qualifé  | Non qualifé  | Non qualifé  |
| 2022-2023 | B     | 1/4              | 6                | 5                | 0                | 1                | 11               | 3                | 2023         | Inéligible   | Inéligible   | Inéligible   | Inéligible   | Inéligible   | Inéligible   | Inéligible   |
| 2023-2024 | A     | 4/6              | 4                | 1                | 2                | 1                | 1                | 4                | 2024         | Non qualifé  | Non qualifé  | Non qualifé  | Non qualifé  | Non qualifé  | Non qualifé  | Non qualifé  |
| 2024-2025 | A     | 5/6              | 4                | 0                | 3                | 1                | 4                | 6                | 2025         | Non qualifé  | Non qualifé  | Non qualifé  | Non qualifé  | Non qualifé  | Non qualifé  | Non qualifé  |
| 2026-2027 | B     | /4               | 0                | 0                | 0                | 0                | 0                | 0                | 2027         | Inéligible   | Inéligible   | Inéligible   | Inéligible   | Inéligible   | Inéligible   | Inéligible   |
| Total     | Total | Total            | 18               | 6                | 5                | 7                | 16               | 31               | Total        | Total        | 0            | 0            | 0            | 0            | 0            | 0            |

### Parcours en Coupe caribéenne des nations
- 1978 : Non inscrit
- 1979 : Non inscrit
- 1981 : Non inscrit
- 1983 : Non inscrit
- 1985 : Non inscrit
- 1988 : Non inscrit
- 1989 : Non inscrit
- 1990 : Non inscrit
- 1991 : Non inscrit
- 1992 : 4e place
- 1993 : Non inscrit
- 1994 : Forfait
- 1995 : 3e place
- 1996 : Finaliste
- 1997 : Non inscrit
- 1998 : Tour préliminaire
- 1999 : Finaliste
- 2001 : 4e place
- 2005 : Finaliste
- 2007 : 3e place
- 2008 : 4e place
- 2010 : 3e place
- 2012 : Vainqueur
- 2014 : 4e place
- 2017 : Tour préliminaire

### Parcours en Coupe CCCF
- 1941 : Non inscrit
- 1943 : Non inscrit
- 1946 : Non inscrit
- 1948 : Non inscrit
- 1951 : Non inscrit
- 1953 : Non inscrit
- 1955 : 6e place
- 1957 : 5e place
- 1960 : 5e place
- 1961 : 1er tour

### Parcours en Championnat nord-américain des nations
- 1947 :  2e place
- 1949 :  3e place
- 1990 : Non inscrit
- 1991 : Non inscrit

### Palmarès
- Coupe caribéenne des nations (1) :
  - Vainqueur en 2012.
  - Finaliste en 1996, 1999 et 2005.
  - 3e en 1995, 2007 et 2010.
- Championnat nord-américain des nations :
  - 2e en 1947.
  - 3e en 1949.
- Jeux panaméricains :
  - Finaliste en 1979.
  - 3e en 1971 et 1991.
- Jeux d'Amérique centrale et des Caraïbes (5) :
  - Vainqueur en 1930[27], 1970[28], 1974[29], 1978[30] et 1986[31].
  - 3e en 1966, 1982, 1993 et 2014.

### Statistiques

#### Classement FIFA
| Année               | 1938 | 1981 | 1982 | 1983 | 1984 | 1985 | 1986 | 1987 | 1988 | 1989 | 1990 | 1991 | 1992 | 1993 | 1994 | 1995 | 1996 | 1997 | 1998 | 1999 | 2000 | 2001 | 2002 | 2003 | 2004 | 2005 | 2006 | 2007 | 2008 | 2009 | 2010 | 2011 | 2012 | 2013 | 2014 | 2015 | 2016 | 2017 | 2018 |
| ------------------- | ---- | ---- | ---- | ---- | ---- | ---- | ---- | ---- | ---- | ---- | ---- | ---- | ---- | ---- | ---- | ---- | ---- | ---- | ---- | ---- | ---- | ---- | ---- | ---- | ---- | ---- | ---- | ---- | ---- | ---- | ---- | ---- | ---- | ---- | ---- | ---- | ---- | ---- | ---- |
| Classement mondial  | 7    | 39   | 32   | 20   | 20   | 18   | 19   | 12   | 8    | 7    | 9    | 11   | 12   | 23   | 23   | 26   | 43   | 45   | 41   | 77   | 77   | 76   | 71   | 75   | 76   | 75   | 46   | 71   | 79   | 119  | 62   | 115  | 100  | 100  | 113  | 91   | 151  | 180  | 174  |
| Classement Concacaf | 1    | 2    | 1    | 1    | 1    | 2    | 1    | 1    | 1    | 1    | 2    | 4    | 1    | 4    | 4    | 4    | 4    | 4    | 4    | 8    | 9    | 8    | 8    | 7    | 8    | 8    | 3    | 8    | 7    | 11   | 5    | 16   | 12   | 10   | 14   | 10   | 20   | 27   | 22   |

## Personnalités importantes

### Sélectionneurs
Source consultée: El Nuevo Blog del Fútbol Cubano
| Entraîneur                  | Période   |
| --------------------------- | --------- |
| Antonio Orobio              | 1930      |
| Károly Katzer               | 1934–1935 |
| José Tapia                  | 1938      |
| Juan Vásquez "Arenas"       | 1947      |
| Marcelino Minsal            | 1949      |
| Adolfo Poey Tolón           | 1954      |
| Emilio Muriente Conde       | 1955–1957 |
| Bernardo Llerandí Domínguez | 1959      |
| Mario López Alfonso         | 1960      |
| José Antonio Cuervo         | 1961      |
| Enrique Mayola Berenguer    | 1962      |

| Entraîneur           | Période   |
| -------------------- | --------- |
| František Churda     | 1963–1965 |
| Károly Kocza         | 1966–1967 |
| Kim Yong Ha          | 1970–1971 |
| Sergio Padrón        | 1971–1977 |
| Tibor Ivanicz        | 1980–1981 |
| Luis Hernández Heres | 1982–1984 |
| Roberto Hernández    | 1985–1988 |
| Giovanni Campari     | 1990–1996 |
| William Bennett      | 1996–2000 |
| Miguel Company       | 2000–2004 |
| Armelio Luis García  | 2005      |

| Entraîneur           | Période     |
| -------------------- | ----------- |
| Raúl González Triana | 2006–2007   |
| Reinhold Fanz        | 2008        |
| Raúl González Triana | 2008–2012   |
| Alexander González   | 2012        |
| Walter Benítez       | 2012–2015   |
| Raúl González Triana | 2015–2016   |
| Julio Valero         | 2016        |
| Raúl Mederos         | 2016        |
| Raúl Mederos         | 2017-2019   |
| Pablo Elier Sánchez  | 2019-2023   |
| Yunielys Castillo    | depuis 2023 |

### Principaux joueurs d'hier et d'aujourd'hui
- Chistofer Urriel González 1980-1998
- Osvaldo Alonso Aguirre 1986-1998
- Ariel Álvarez
- Juan Ayra
- Julio Blanco
- Alain Cervantes De La Rocha Rodríguez Almánte
- Jorge Luís Clavelo
- Jaime Aguilar Friduro
- Yoel Colomé
- Odisnel Cooper
- Lázaro Dalcourt
- Regino Delgado
- Francisco Fariñas
- Tomás Fernández
- Maykel Galindo
- Roberto Linares
- Mario López Alfonso
- José Magriñá
- Ariel Martínez
- Yénier Márquez
- Odelín Molina
- Lester Moré
- Serguei Prado
- Eduardo Sebrango
- Héctor Socorro
- Juan Tuñas
- Aliannis Urgellés